# 고인돌

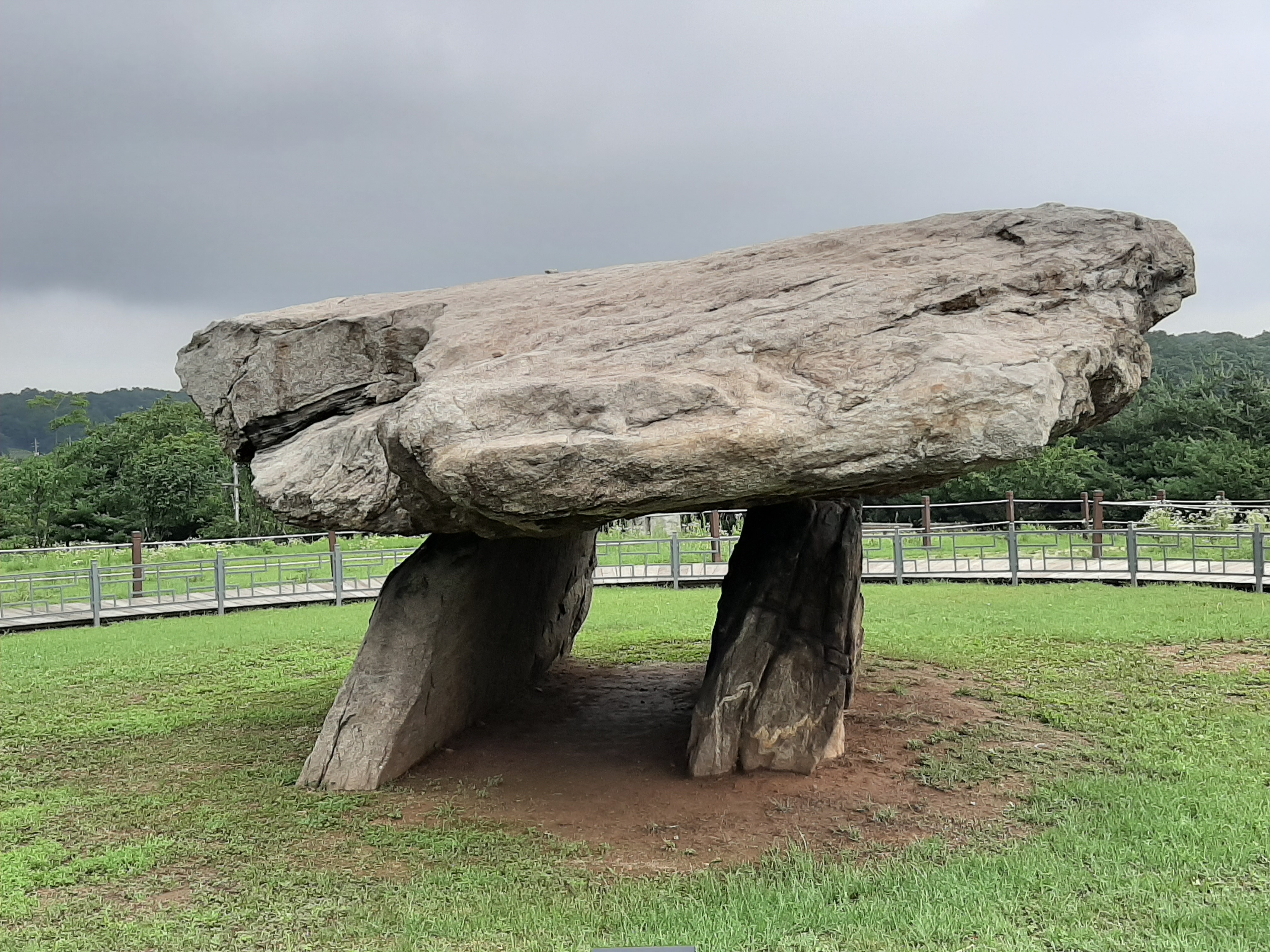
대한민국 강화도 부근리 고인돌 (유네스코 세계유산)

고인돌(dolmen) 또는 지석묘(支石墓)는 고인의 시신을 넣은 관을 묻는 크고 평평한 바위를 몇 개의 바위로 괴어 놓은 고대의 거석(Megalith) 구조물을 말한다. 아시아와 유럽, 북아프리카에 6만개정도가 분포하며, 숫자상으로 한국에 남·북한을 합쳐 4만개 정도로 가장 많다. 고인돌은 윗부분이 평평하며, 내부에는 방이 마련되어 있다. 세워진 연대는 지역에 따라 차이가 있으나, 유럽과 아프리카는 기원전 5,000년 ~ 기원전 4,000년, 동아시아는 기원전 2,500년 ~ 기원전 수백 년 전후로 추정된다. 유럽의 고인돌들은 주변에 흙이나 작은 돌로 덮어 무덤을 조성하기도 하였다.

## 기원과 명칭
고인돌은 계급 분화가 시작된 청동기 시대에 주로 만들어졌으며, 주로 경제력이 있거나 정치권력을 가진 지배층의 무덤으로 추정되는데, 돌화살촉이나 간검돌, 민무늬토기, 청동 제품 등이 주요 부장품으로 발견된다. 많은 고인돌에서 부장품이 아예 출토되지 않거나, 있어도 매우 미미해 이차장(二次葬) 또는 세골장(洗骨葬 1차로 가매장하여 살을 썩혀 없애고 뼈만 추려 묻는 장례) 용의 무덤일 가능성도 추측된다.
고인돌은 납작한 판석이나 덩이돌 밑에 돌을 괴여 지상에 드러나 있는 '괴여 있는 돌'이란 뜻이다. '괸돌' 또는 '고임돌'에서 유래된 것으로 추측된다. 지역에 따라 조금씩 형태의 차이가 있으나 고인돌은 일반적으로 받침돌 위에 커다란 덮개돌을 올린 탁자 모양이다.
고인돌은 '지석묘(支石墓)'라고도 불리는데 한국과 일본 학계에서 주로 사용되며, 북한에서는 '고인돌무덤'으로 표현된다. 이들은 같은 의미의 용어로 사용되고 있지만 엄밀히 말하면 '지석묘'의 명칭은 '고인돌(支石)'이 있는 '무덤(墓)'이라는 의미이다. 중국에서는 고인돌을 '석붕(石棚)' 또는 '대석개묘(大石蓋墓)'라고 부른다. 켈트어(북아일랜드 언어)로는 탁자란 뜻인 'Dol'과 돌이란 뜻인 'Men'이 합쳐져 '돌멘(Dolmen)'이라 하고, 영어로는 'Table Stone'이라고 한다.
한반도의 민간에서는 고인돌의 덮개돌 모양이나 군집의 형태 그리고 남겨진 전설에 따라 특별한 이름들이 붙여졌다. 방언에서 거석을 '독'이나 '바우'라 하는 데서 '독바우', '바우배기', '독배기' 같은 이름이 나왔으며, 군집된 모습이 장기알 같다고 해서 '장기바우'라고도 불렀다.
'고인돌'이라는 이름을 논문에 맨 처음 쓴 사람은 한흥수(韓興洙, 1909~?)다. 한흥수는 일제강점기 때 유럽에 건너가 고고학을 전공한 우리나라 1세대 고고학자다. 그는 도유호(都宥浩, 1905~1982), 손진태(孫晉泰, 1900~?)와 함께 우리나라에서 처음으로 고인돌을 연구한 학자다. 손진태는 민속학자이고, 한흥수와 도유호는 유럽에서 고고학을 전공한 전문 학자인데, 두 사람은 해방 뒤 월북해 북한 고고학을 이끈 것으로 알려져 있다.
한흥수는 1935년 〈조선의 거석문화 연구〉 논문에서 우리나라 거석문화를 선돌, 고인돌, 칠성바위, 독무덤으로 나누어 분석한다. 그가 왜 돌무덤을 고인돌이라 했는지는 논문에 나와 있지 않지만 그 뒤 학자들은 고인돌이란 이름을 자주 쓰기 시작한다. 하지만 학자들은 여전히 일본 학자들이 쓰는 지석묘(支石墓) 이름을 더 많이 썼다. 그러다 1984년 한국고고학연구소가 낸 <한국고고학개정용어집>에서 '지석묘'를 '고인돌'로 하자고 해 이 이름을 두루 쓰고 있다.
현재는 '지석묘'가 일본식 명칭이라는 인식과 고인돌이 무덤의 기능만을 하는 것은 아니었을 것이라는 지적으로 인해 '고인돌'이라는 명칭이 학계에서 보편적 명칭으로 쓰이고 있다.

## 동아시아의 고인돌
한국의 고인돌은 내부에 무덤방이 있는 경우가 많아 지석묘(支石墓)라고도 하며, 중국에서는 ‘돌집’이라는 의미로 석붕(石棚)이라 하였다. 한국은 제주도와 울릉도를 포함한 한반도 전역에서 고인돌이 발견되며, 일본에서는 규슈 북서부에 고인돌이 세워졌다. 인도네시아, 인도, 러시아에서도 고인돌이 발견된다.
한국의 고인돌은 비파형 동검(琵琶形銅劍), 미송리식 토기(美松里式土器)와 함께 고조선(古朝鮮)의 영역을 구분하는 기준으로 이용된다.
청동기시대의 대표적인 무덤 양식에 해당되며, 한반도와 만주 일대에 호남지방의 2만여기를 비롯하여 약 4만기의 고인돌이 있다. 이는 세계 모든 고인돌 수의 절반 가량에 해당된다. 전남 화순, 전북 고창 및 인천 강화의 고인돌들이 2000년 유네스코 세계문화유산에 지정되었다. 이 외에도 평양, 한반도 중남부에 위치한 고인돌이 세워진 연대는 대체로 기원전 11세기 이후로부터 철기 시대 이전의 기원전 3세기까지의 시기에 집중되며, 요동 지방은 그보다 앞선다.

### 분포

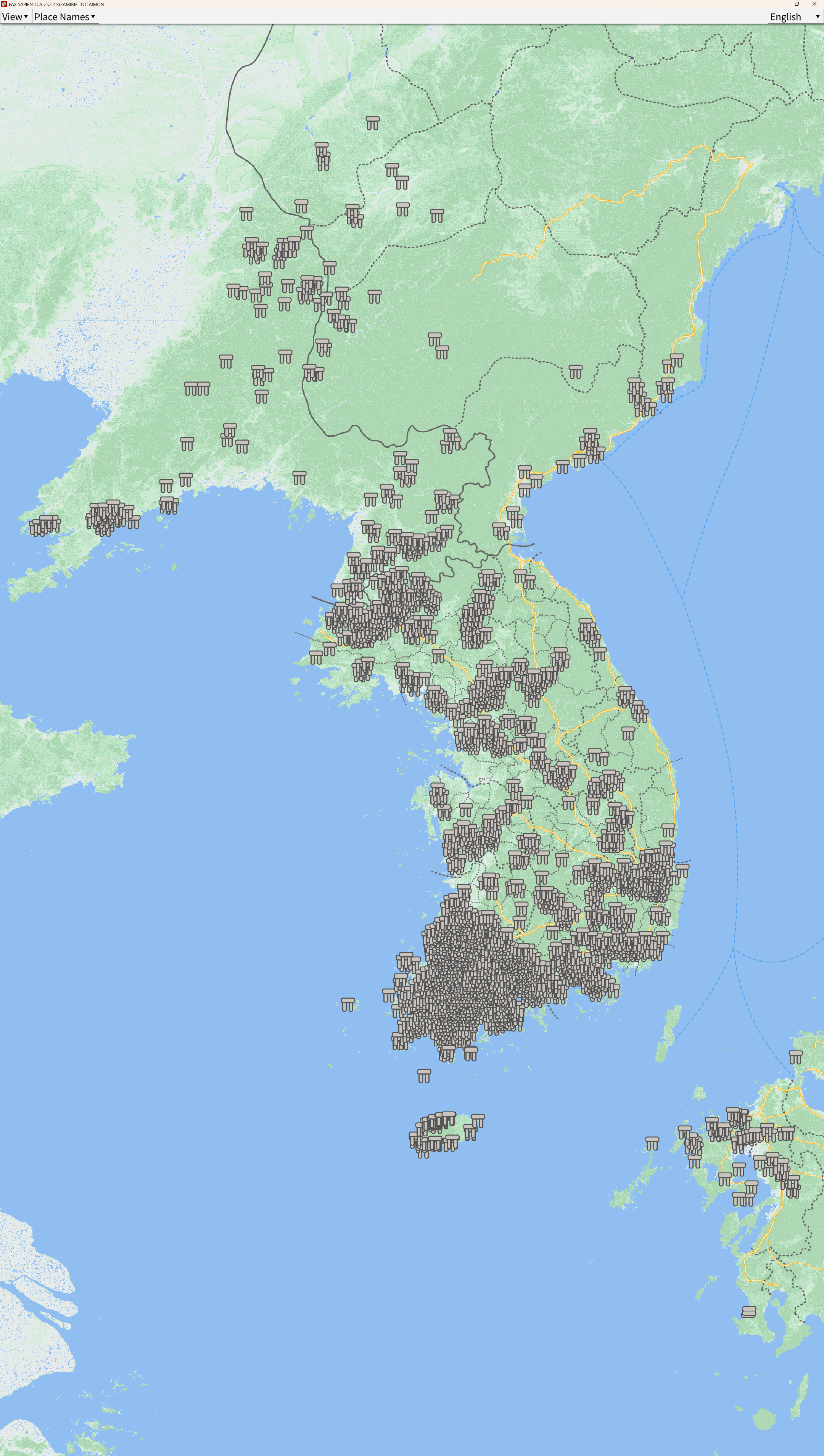
동아시아 고인돌 분포

한국에는 약 4만개가 분포하는 것으로 알려져 있는데, 이는 세계 고인돌의 절반 이상에 해당되며, 고인돌의 규모가 크고, 구조도 다양하다. 한반도의 고인돌은 마천령 이북의 함경북도 지역에서도 조사된 바가 있어, 남북한의 모든 도(道)에 고인돌이 있다고 추정된다. 고인돌은 서해 및 남해의 연안지역과 큰 하천을 중심으로 분포하고 있는데 특히 전라남도와 황해도 지역에 가장 밀집되어 있으며, 전라남도에서는 250여 곳에서 무려 2만기가 분포하고 있어 세계적으로 고인돌의 단일면적에 밀집도가 가장 높다고 발표되었다. 주된 분포지는 서해지역으로 들어가는 강줄기 근처로 서해지역과 밀접한 관계를 가지고 있다.

### 역할
한반도 고인돌의 기능에 대하여 여러 가지 논란이 있었으나 1967년 충북 제천 황석리 고인돌에서 완전한 사람뼈가 발굴되면서 무덤을 주목적으로 만들었다는 것이 확인되었다.
그러나 고인돌이 무덤의 기능만 한 것은 아니라는 주장도 꾸준히 제기되고 있다. 고인돌이 무덤의 기능을 했다는 점에는 이론이 없지만 고인돌은 여러 정황으로 보았을 때 무덤 이외에도 제단이나 묘표석(墓標石)의 기능으로 만들었다는 주장도 있다.
제단의 기능을 주장하는 것은, 탁자식 고인돌은 어디서나 사람들이 쉽게 바라볼 수 있도록 주변보다 높은 곳에 위치하며, 받침돌 위에 큰 덮개돌을 얹어 외형적으로 웅장함을 나타낸다는 점과 무덤방을 형성하기 어려운 받침돌의 구조 등을 들어 무덤보다는 제단의 기능을 했을 것이라는 주장이다.
또한, 고인돌이 무리를 지어 있는 경우에 다른 고인돌에 비하여 유달리 크거나 받침돌의 방향이 다른 고인돌이 가끔 보이는데 이는 묘역의 기념물 내지는 묘역 조성 집단의 권위와 위용을 드러내기 위해서 축조했거나 또는 묘역을 표시하는 단순한 기능으로 추정하기도 한다.

### 생성과 소멸
한반도 고인돌의 생성에 대해서는 한반도에서 만들어지기 시작했다는 자생설, 또는 시베리아나 만주에서 내려왔다는 북방기원설이 있다.

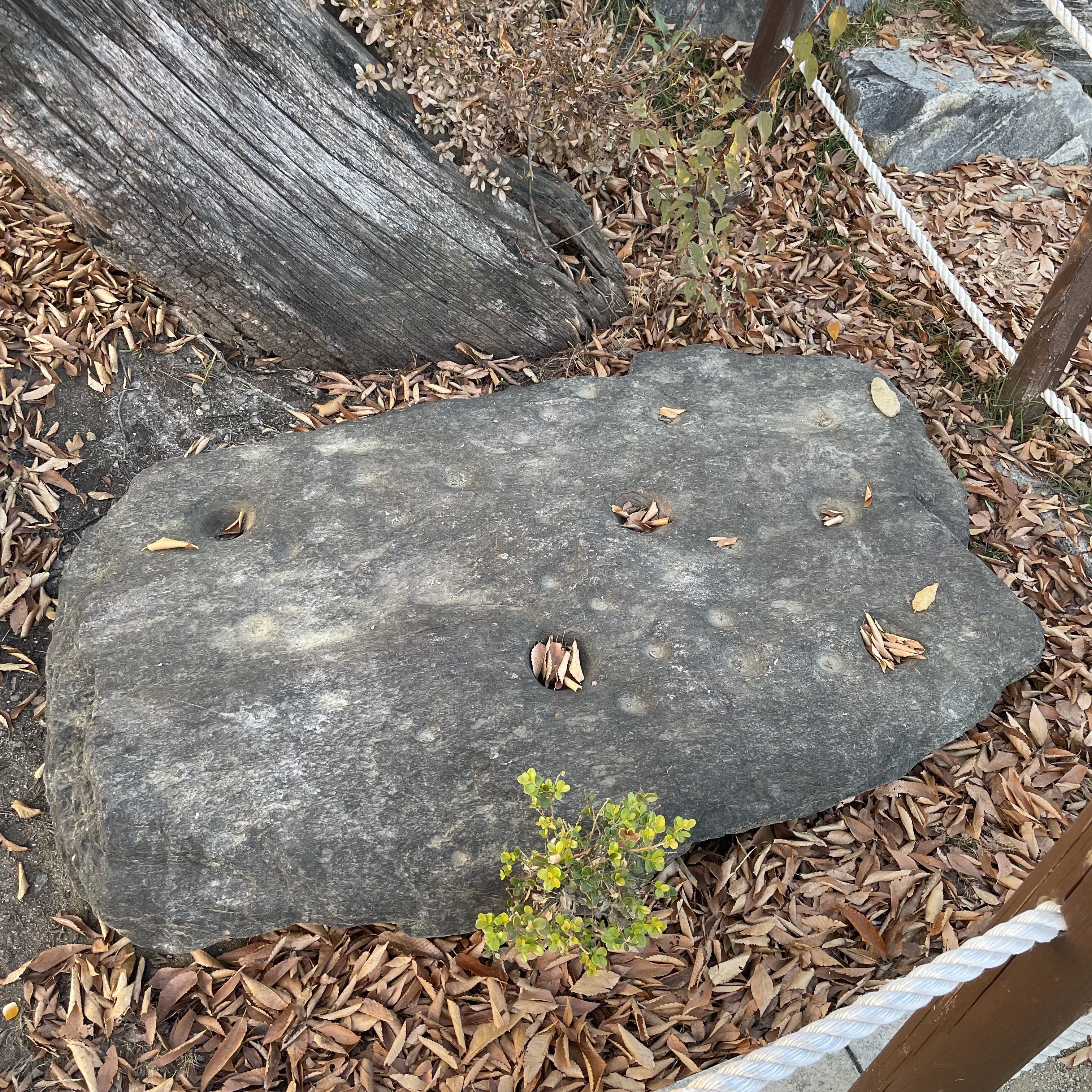
양평 양수리 고인돌

수십톤이나 되는 고인돌을 만들기 위해서는 많은 사람의 동원이 필요할 것이고, 많은 사람을 동원할 수 있는 능력을 가진 사람은 결국 지배자일 것으로 추측된다. 고인돌은 청동기시대의 무덤이라고 주장을 하는 것이 기존의 논리였고, 일반적으로 받아들여졌다. 그러나 고인돌의 발굴과 연구를 진행하면서 신석기시대부터 만들어졌다는 주장도 꾸준히 제기되고 있다. 남한강 유역의 양평 양수리 고인돌 출토 유물을 방사능 연대 측정을 한 결과 약 4,000년 전에 만들어졌다는 결과가 나온다는 점과 뗀돌도끼와 빗살무늬토기가 고인돌에서 출토되는 사실들을 토대로 하고 있다.
북한에서는 연대측정 방법에 차이는 있지만 지금부터 4,900여 년 전의 유물이 고인돌에서 출토된다고 주장한다.
고인돌이 사라지는 시기는 기원 전후, 기원전 2세기, 기원전 3세기 등 여러 주장이 있으나 일반적으로 기원전 3세기경으로 보고 있다. 
고인돌은 규모의 웅장함으로 보아 일반사람들의 무덤이 아닌 수장층(首長層) 계급의 무덤으로 추정된다. 고인돌의 축조에는 수 백명에서 수 천명의 인력을 동원되었을 것으로 추측되며, 이러한 인력이 생산 활동에 투입되는 과정에서 많은 인원이 필요 없는 나무널무덤이나 움무덤으로 변화되었을 것으로 추측된다.

### 주검과 신분
고인돌에서 사람뼈가 출토된 예는 충북 제천 황석리, 강원 춘천 중도, 대구 달성 진천동, 경남 진양 대평리 등의 예가 알려져 있지만 중국 길림지역과 북한지역에서도 사람뼈가 출토되었다는 다수의 보고가 있다. 이러한 사람뼈 출토는 고인돌 축조 당시 묻기 방법(葬法), 머리 방향(頭向), 부장품이 놓인 위치를 통해 장례 풍습을 살필 수 있고, 아울러 그 당시의 사상과 신앙적인 측면도 추정할 수 있는 자료가 된다.
특히, 황석리 고인돌 사람뼈는 거의 완벽한 형태로, 키는 176센티미터 정도이며 두개골의 형태는 장두형(長頭形)으로 오늘날의 한국인과는 차이가 있는데 이것이 당시의 보편적인 형태인지, 개인적인 차이인지는 확인되지 않고 있다.
무덤방의 군집성이나 형태가 다르기 때문에, 고인돌에 묻힌 사람의 신분은 부족장과 같은 강력한 지배자의 무덤이라는 주장이 설득력을 얻고 있으나, 지배자와 그 가족의 무덤, 혈연체 공동집단의 공동무덤, 전공자(戰功者)의 무덤 등 여러 가지 주장이 나오고 있다.

### 고인돌이 축조된 사회
고인돌은 거대한 바위를 멀리까지 운반하여야 하므로, 많은 인력이 동원될 수 있는 사회였음을 알 수 있다. 이 시기의 지배층의 일부는 청동기를 사용하였고, 농기구로는 신석기 시대보다 발달한 반달돌칼 등의 도구를 사용하였다. 또한, 농기구를 이용하여 벼, 보리, 조, 콩 등발달된 방법으로 다양한 곡물을 경작하게 되었다. 본격적인 정착생활에 들어가면서 소, 멧돼지, 사슴, 노루, 닭 등을 사냥보다는 집에서 길러서 먹는 비율이 높아졌다.
한 마을에 정착하는 사람 수가 많아지면서 주거지도 규모가 커지게 되었다. 신석기시대의 원형 움집보다는 집을 크게 짓는 데 유리한 직사각형의 움집을 많이 짓고 생활하였다. 움의 깊이도 집짓는 기술이 발달하면서 자연스럽게 낮아지게 되어 반움집이 되었다. 농경지를 앞에 둔 산 바로 아래쪽에 마을을 형성하였다. 이에 따라 토기는 강가나 바닷가에서 주로 생활했을 때 사용했던 신석기시대의 빗살무늬토기와 같이 아랫부분이 뾰족하지 않고, 납작한 민무늬토기, 붉은간토기, 미송리식토기 등을 이용하게 된다

### 유물
유물을 통해 고인돌이 축조되던 시기의 생활상을 알 수 있는데, 고인돌에는 희생자에 대한 애도와 사후 세계를 위한 부장품과 살아 있을 때의 권위에 걸맞은 부장품이 놓였다. 하지만 고인돌에서는 그다지 많은 유물이 발굴되지는 않는다. 특히, 탁자식 고인돌은 발굴된 유물이 적은데 이는 지상에 무덤방이 있는 관계로 오랜 세월이 지나는 동안 거의 없어졌기 때문으로 추측된다. 유물은 주로 기반식, 개석식, 위석식, 탑파식, 굴석식, 경사식, 묘표식 고인돌에서 발굴된다.
유물로는 특수 계층에서 사용된 것으로 추정되는 비파형동검, 청동도끼, 곱은옥, 대롱옥 등이 있다. 붉은간토기, 가지무늬토기, 나무열매나 곡물의 껍질을 벗긴 갈돌과 갈판, 곡식의 이삭을 자르는 반달돌칼, 나무를 자르거나 가공할 때 쓰는 돌도끼, 돌자귀, 돌끌 등이 발굴되기도 한다. 이 외에도 옷을 만드는 데 쓰는 가락바퀴, 고기잡이에 이용한 그물추, 신분의 상징물로 이용되었던 간돌검이 발굴되었다. 또 돌화살촉은 간돌검과 함께 발굴되는 경우가 많은데 여러 점이 한꺼번에 나오는 것이 특징이다.

### 고인돌의 축조
고인돌은 다음과 같은 방법과 순서로 축조되었다고 추측된다.
1. 장소선정 : 고인돌들은 평지, 구릉, 산기슭 등에 입지하는데 주로 덮개돌을 구하기 쉬운 바위나 암벽이 있는 산 주위나 강가에 많다.
2. 돌감떼기 : 암벽에서 덮개돌을 떼어내는 데는 바위틈이나 암석의 결을 이용하여 인위적인 구멍을 파고, 이 구멍에 나무쐐기를 박아 물로 불려 떼어내는 방법을 일반적으로 이용하였다.
3. 운반하기 : 덮개돌이나 받침돌로 이용할 돌감을 끈, 지렛대, 통나무바퀴 등을 이용하여 운반하였고, 한 사람이 일반적으로 100kg 정도를 움직일 수 있었다고 추측된다.
4. 고인돌만들기(탁자식) : 받침돌 역할을 할 돌감을 판 구덩이 속에 밀어 넣은 다음 받침돌이 흔들리지 않게 작은 돌로 옆을 가득 채워 튼튼히 다진다. → 받침돌 2개를 똑같은 높이로 세운 후 받침돌이 파묻힐 만큼 흙으로 언덕을 만든다. → 언덕의 경사를 따라 둥근 나무를 밑에 깔고 덮개돌을 끌어 올린다. → 밀고 끌어서 올린 덮개돌을 받침돌 위에 놓은 다음 받침돌까지 파묻었던 흙을 치운다. → 주검을 받침돌 사이에 넣는다. → 막음돌로 받침돌의 양쪽을 막으면 고인돌이 완성된다.

## 고인돌의 판별
평지나 산지에는 자연석이나 일반적인 거석 또는 괴석(塊石)이 많이 보이는데 이를 고인돌과 구분하는 것은 쉽지 않다. 고인돌로 판별하는 방법에는 여러 가지가 있다. 가장 판별하기 쉬운 고인돌은 탁자 모습을 하고 있는 탁자식(북방식) 고인돌과 받침돌을 덮개돌 밑에 바둑판 모양을 한 기반식이 있다. 고인돌 여부의 판단이 필요한 개석식 고인돌의 경우, 판별하는 방법은 다음과 같다.
1. 주변에 석재가 없으나 바위 같은 돌이 무리를 이루고 있는데, 열을 지어 있다거나 원을 이루고 있는 등 일정한 형태를 이루는 경우가 많다.
2. 덮개돌이 장방형이나 타원형으로 대개 3대 2정도의 길이와 폭을 가지고 있으며, 덮개돌이 아랫부분이 흙속에 묻혀 있지 않다.
3. 덮개돌이 자연석인 것도 있지만 대부분 다듬은 돌이기 때문에 덮개돌의 가장자리를 일정한 형태로 다듬은 흔적이 보인다.
4. 강가나 산 끝자락의 낮은 언덕에 위치하고 있는지 살펴본다.

## 분류

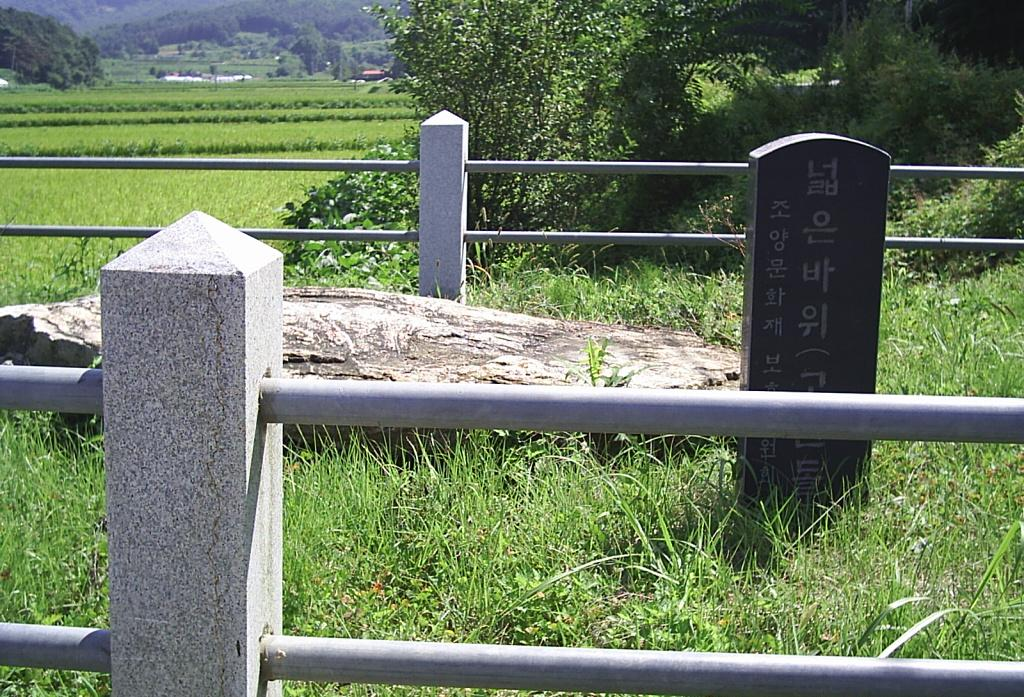
충청남도 홍성군에 있는 개석식 고인돌

고인돌은 그 형태에 따라 대체로 다음과 같이 구분된다.

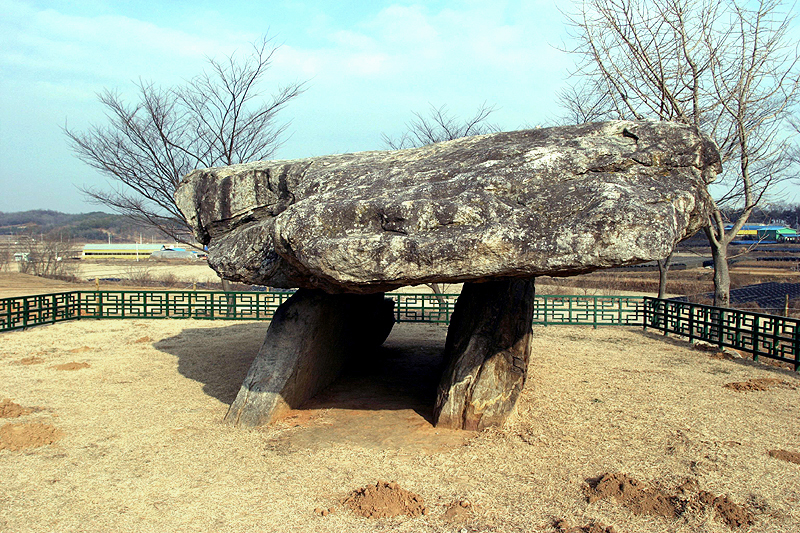
탁자식 고인돌

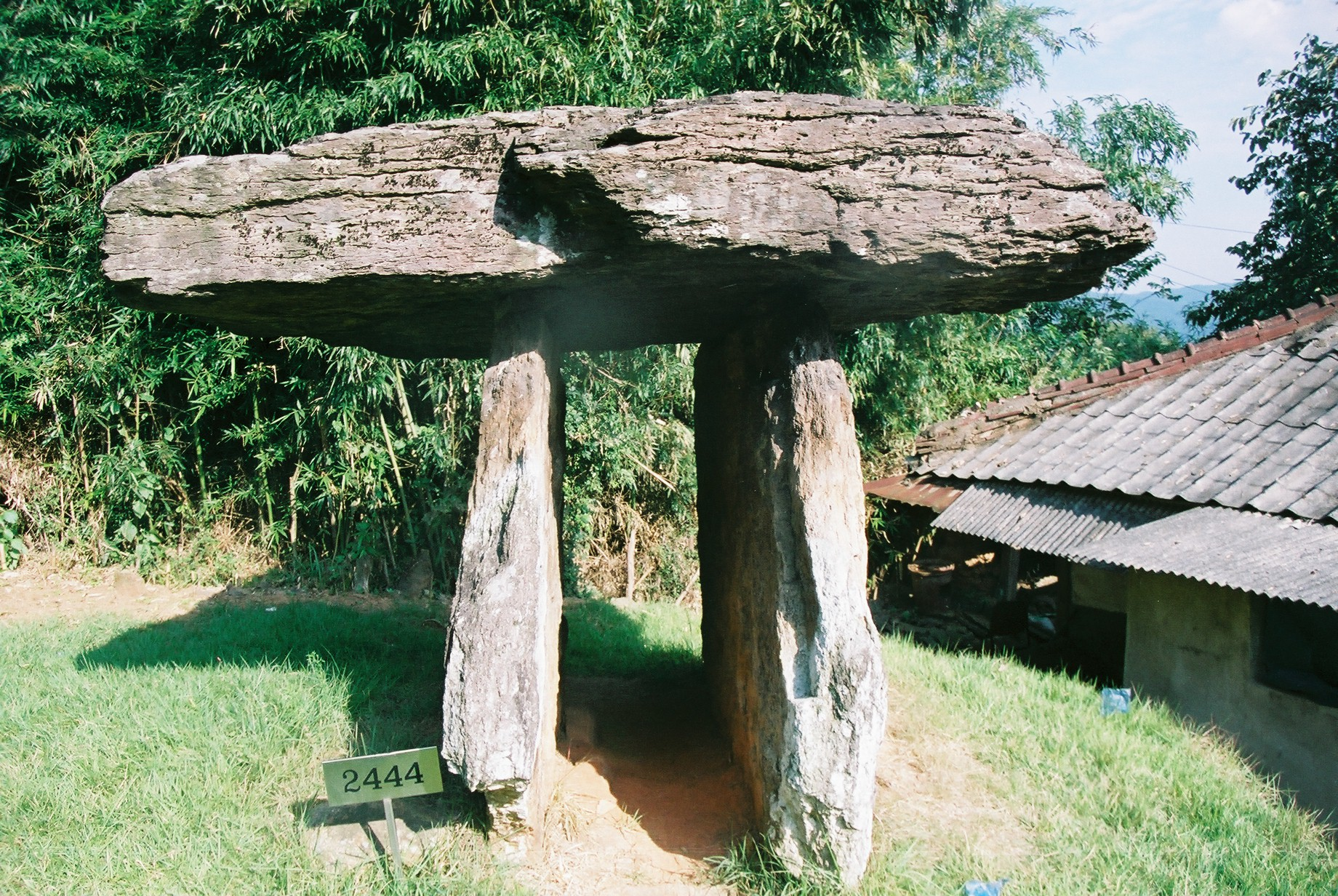
탁자식 고인돌

- 탁자식 고인돌 - 탁자식 고인돌 또는 북방식 고인돌은 굄돌을 세우고 그 위에 편형한 돌덮개를 얹은 고인돌을 뜻하는 말이다. 주로 한강 이북에서 발견된다. 탁자식 고인돌이 나오는 지역은 고조선의 영토와 관련이 있다. 우리나라에는 강화도 고인돌이나 고창 고인돌 등이 있다. 다듬어진 판돌로 ㄷ자 또는 ㅁ자로 무덤방을 만들고 거대한 판석상의 덮개돌을 얹은 형태. 한강 이북에 주로 분포하여 북방식이라고도 한다. 그러나 최근에는 전남 지방에도 존재가 확인되어 북방식이라는 명칭은 거의 쓰이지 않는다. 무덤방이 지상에 드러나있는 특성상, 다른 형태의 고인돌에 비해 유물이 적은 편이다.
- 기반식 고인돌(바둑판식 고인돌) - 판돌, 깬돌, 자연석 등으로 쌓은 무덤방을 지하에 만들고 받침돌을 놓은 뒤, 거대한 덮개돌을 덮은 형태. 주로 한강 이남에 분포하여 남방식 고인돌이라고도 한다. 이 역시 북쪽에서도 발견되고 있어 남방식이라는 명칭은 거의 쓰이지 않게 될 것이다.
- 개석식 고인돌 - 지하에 무덤방을 만들고 바로 뚜껑을 덮은 형태. 뚜껑식, 대석개묘 등으로도 불린다. 전국적으로 고르게 분포하며, 요령 지방에도 다수 분포한다.
- 위석식 고인돌 - 무덤방이 지상에 있고, 덮개돌이 여러 개의 판석으로 둘러싸여 있다. 제주도에만 있기 때문에 제주식이라고도 한다.
- 탑파식 고인돌 - 무덤 방 위에 두 개의 덮개돌이 겹쳐져 있는 형태.
- 굴석식 고인돌 - 바위 안을 파내어 무덤방을 만들고 그 위에 덮개돌을 씌운 형태. 주로 캅카스 지방에 많다.
- 경사식 고인돌 - 무덤 방을 덮는 덮개돌을 두동강내어 반쪽은 무덤방 위에 그대로 걸쳐놓고 나머지 반쪽은 무덤방 벽면에 기대어 놓거나 무덤방 옆으로 밀어놓은 형태.
- 묘표식 고인돌 - 덮개돌 아래에 중앙무덤방이 있으며, 이 중앙무덤방을 중심으로 그 주변을 돌아가면서 4기의 무덤방이 '卍'자형으로 배열되어 하나의 덮개돌 아래에 모두 5기의 무덤방이 이루어진 형태.

## 구조
고인돌은 그 종류에 따라 약간씩 차이가 있으나, 대체적인 구조는 다음과 같다.
- 덮개돌 - 가장 위에 놓인 넓고 큰 돌이다.
  - 탁자식 고인돌은 주로 판 형태로 인공적으로 잘 다듬어져 있다.
  - 기반식 및 개석식 고인돌은 판형, 직육면체형, 구형, 동물형 등 다양한 형태를 보이며, 특별한 가공 없이 사용되는 경우도 많다.
- 받침돌(굄돌) - 덮개돌을 받치고 있는 돌이다. 개석식 고인돌에서는 나타나지 않는다.
  - 탁자식 고인돌은 판 형태로, 받침돌 자체가 무덤방이 된다. 덮개돌을 받치면서 서 있어야 하기 때문에 대체로 하부(下部)는 지하에 묻혀 있다.
  - 기반식 고인돌에서는 기둥 형태 또는 자연석으로, 여러 개의 받침돌이 거대한 덮개돌을 받치고 있다. 하부는 땅 위에 놓여 있는 경우가 많으며 밀려나는 것을 막기 위해 자갈이나 깬돌로 바닥을 처리하기도 한다.
- 무덤방 - 덮개돌과 받침돌 밑에 마련된 석실이며, 유골이나 유물이 발굴되는 경우도 있다. 그러나 무덤방이 처음부터 없는 고인돌도 많다.
  - 탁자식 고인돌은 받침돌 자체가 무덤방으로 양 측면의 벽은 덮개돌을 받치는 역할로 현재까지 남아 있지만, 전후의 벽은 단순한 마구리의 역할인 경우가 많아 현재는 유실된 것이 많다. 탁자식 고인돌은 마구리벽을 거쳐서 무덤방을 드나들 수 있다는 점 때문에 한 사람의 무덤이 아닌 가족이나 집단의 공동 무덤으로 보기도 한다.
  - 기반식/개석식/탑파식/경사식/묘표식 고인돌은 지하에 깬돌이나 판돌로 무덤방을 만들며 위석식과 굴석식은 지상의 무덤방을 받침돌과 덮개돌로 둘러싼다. 이러한 형식의 고인돌은 거대한 덮개돌 때문에 도굴꾼이 들어가기 어려워 탁자식에 비해서 유골이나 유물이 많이 발견된다.
  - 뚜껑돌 - 무덤방을 덮는 돌이다. 기반식 고인돌에서만 보인다. 개석식 고인돌의 경우, 덮개돌 자체가 뚜껑돌의 역할을 한다.
- 묘역시설 - 일부 고인돌은 개별 고인돌 또는 고인돌군(群) 전체에 걸쳐서 자갈이나 깬돌을 넓게 깔아 일종의 묘역(墓域)을 구성하기도 한다. 이러한 돌무지는 묘역의 표시 기능 뿐 아니라 받침돌이나 덮개돌이 무게로 인해 땅 속으로 파고들거나 옆으로 밀려나는 것을 막는 역할도 하는 것으로 추정된다.

- 덮개돌이나 뚜껑돌에는 별자리를 담은 '성혈(性穴)'이 새겨지기도 하였다. 성혈은 석기시대 이전부터 토속신앙의 상징으로, 고인돌의 덮개돌이나 뚜껑돌, 선돌등에 새겨졌는데, 북두칠성 및 기타 별자리의 모양을 찾을 수 있는 경우도 있어 고대 한반도의 기복신앙이나 고대 천문학의 기원으로 추측되기도 한다.
- 여수 오림동 고인돌에는 암각화(巖刻畵)가 그려진 고인돌이 있다. 이는 당시 사람들의 신앙을 나타내는 것으로 추측된다.

## 용도
- 무덤 - 상당수의 고인돌이 지하에 무덤방 시설을 갖추고 있거나 하부의 흙에서 유골 성분이 검출되어 무덤임이 확인되었다. 제천 황석리 고인돌에서는 완전한 상태의 유골이 발굴되기도 했다.
  - 지배자의 무덤 - 거대한 크기의 덮개돌이 있고 청동기, 장신구 등의 화려한 껴묻거리가 발굴되는 고인돌은 지배자의 무덤으로 추측된다. 이러한 고인돌은 주변에 돌널무덤(石棺墓) 및 널무덤(土壙墓)가 함께 발견되기도 한다. 이 경우 무덤군은 고인돌이 가장 높은 격으로 돌널무덤, 널무덤의 순으로 격이 낮아지는 양상을 보인다.
  - 지배자의 가족 또는 지배 계층의 집단 무덤 - 많은 수의 고인돌이 묘역을 이루며 군집해 있는 경우 가족 무덤 또는 집단 무덤으로 추측된다. 대체로 고인돌의 군집 양상은 일정한 열을 갖추고 있으며 격의 차이를 보이는 경우도 있다. 이 경우 가부장적인 질서에 따라 고인돌의 위치가 결정되었을 것으로 보인다.
  - 전사자의 집단 무덤 - 고인돌의 무덤방에서 발견되는 무기류의 형태나 위치로 볼 때 일부 고인돌은 전사자의 집단 무덤으로 추측된다. 부러진 간돌검이나 화살촉이 머리와 가슴 쪽에서 발견되고 있는 점에서 전쟁의 희생자를 묻었던 것으로 보인다. 일본의 고인돌에서는 전쟁에서 희생된 피장자 밑에 적의 머리를 함께 묻었던 흔적도 발견되었다.
- 묘표석 - 묘역을 표시하는 역할로, 군집을 이룬 고인돌 가운데 중앙이나 특정한 위치에 돋보이는 크기·형태를 가진 고인돌이 이에 해당한다. 무덤방이 없으며 묘역을 상징하는 기념물의 역할을 했던 것으로 보인다.
- 제단 - 집단의 결속을 다지기 위한 일종의 상징적인 기념물의 역할을 하는 것으로 규모가 웅장하고 가장 돋보이는 위치에 있는 고인돌이 이에 해당한다. 역시 무덤방은 없는 경우가 많다.

## 세계문화유산 고인돌
고창 화순 강화 고인돌은 유네스코가 지정한 대한민국의 세계문화유산이다. 전라북도 고창군·전라남도 화순군· 인천광역시 강화군 3개 지역에 나뉘어 위치해 있는 고인돌군(群)이다.

## 유럽의 고인돌
유럽에서는 영국, 아일랜드, 프랑스, 덴마크, 독일, 네덜란드, 스웨덴, 벨기에 등 발트해, 북해 연안과 스페인, 포르투갈, 이탈리아, 에티오피아 등 각국에서 고인돌이 발견되었다. 유럽의 고인돌은 기원전 4천년 경에 세워진 것으로 추정되고 있다.

## 세계의 고인돌
다음은 세계 각지방의 고인돌(돌멘)이다.

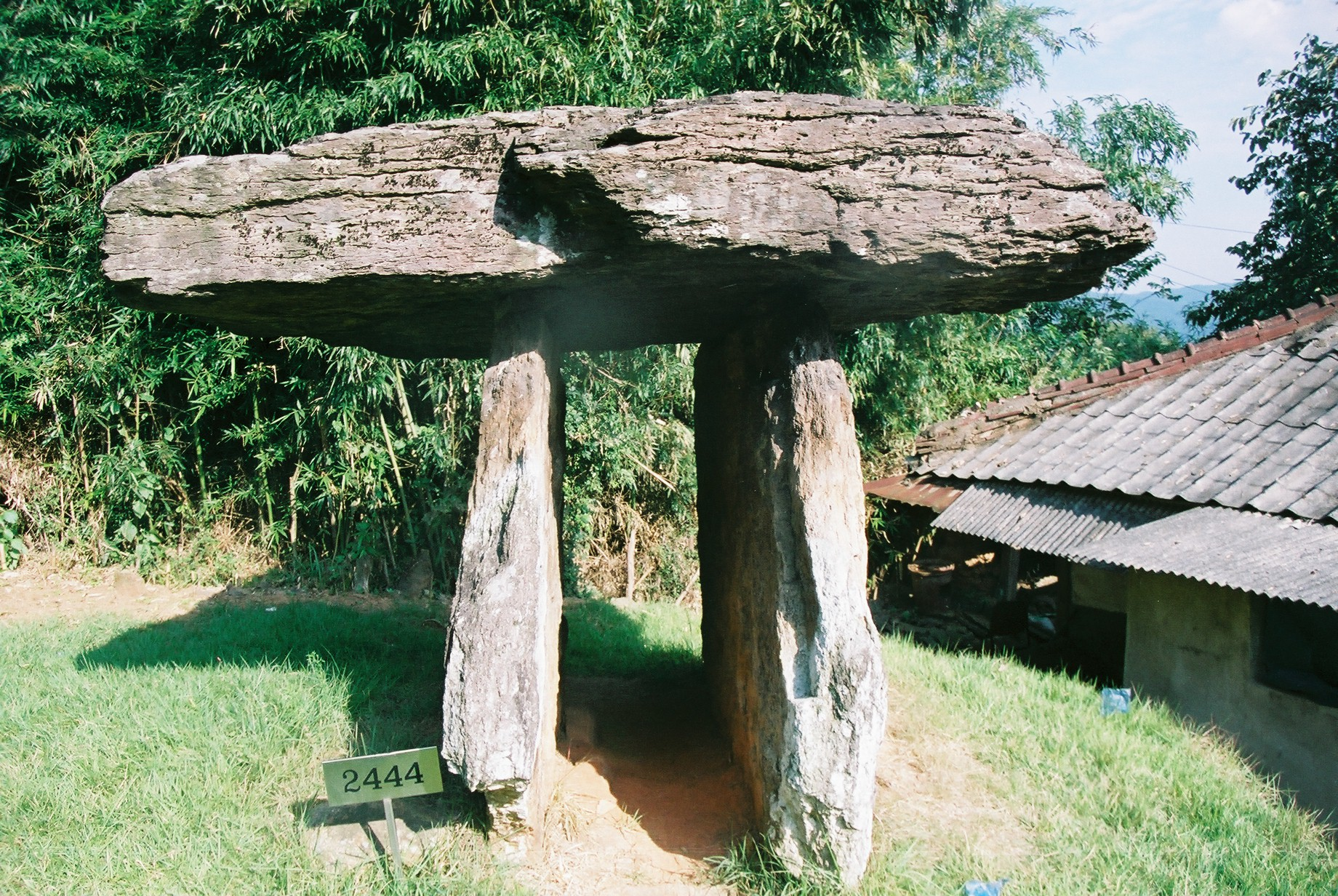
한국 고창 죽림리 (세계문화유산)
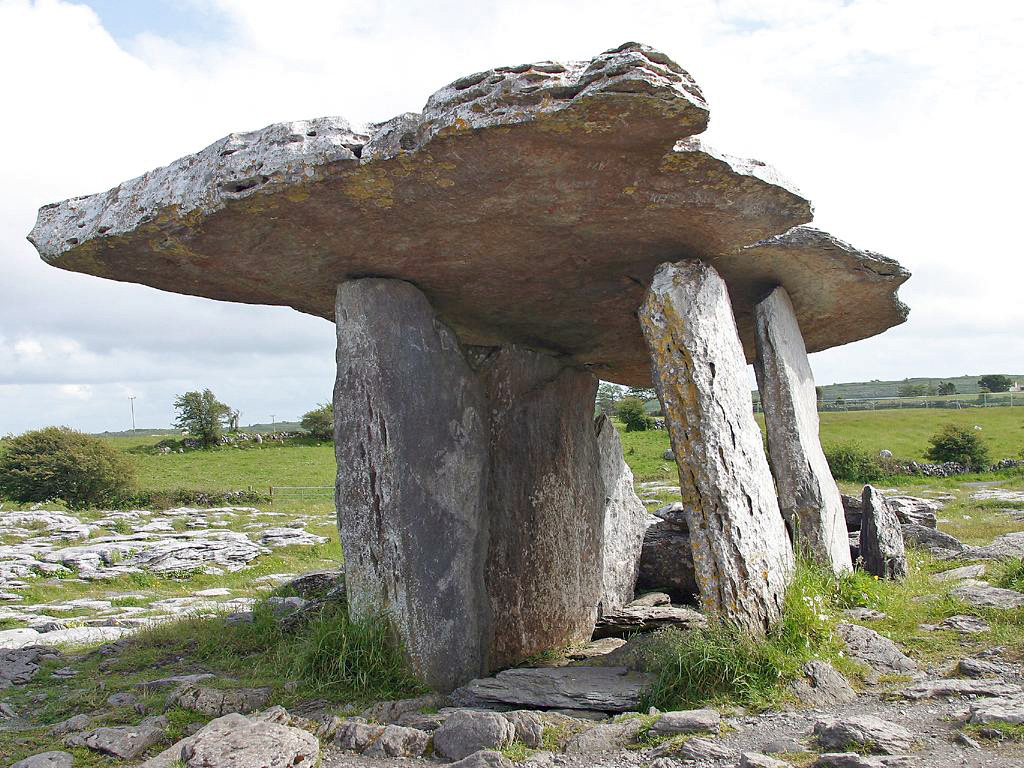
아일랜드 클래어 카운티
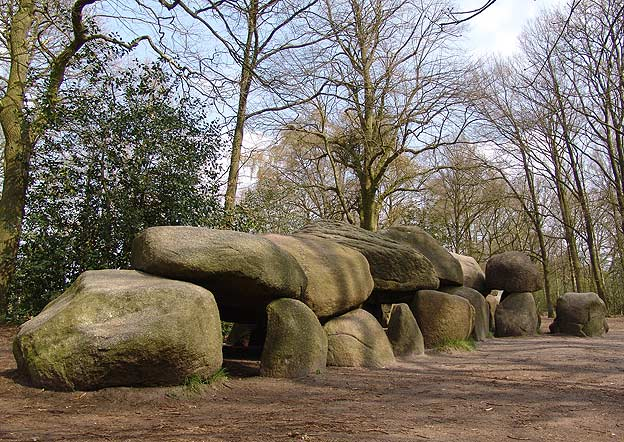
네덜란드 보거-오두른
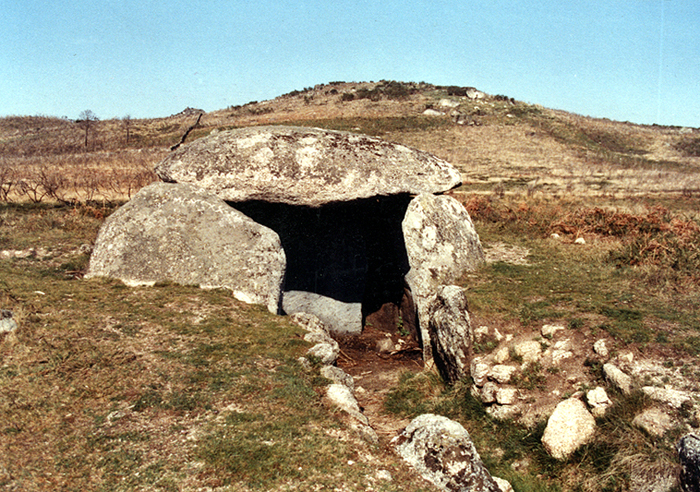
포르투갈 바이야오
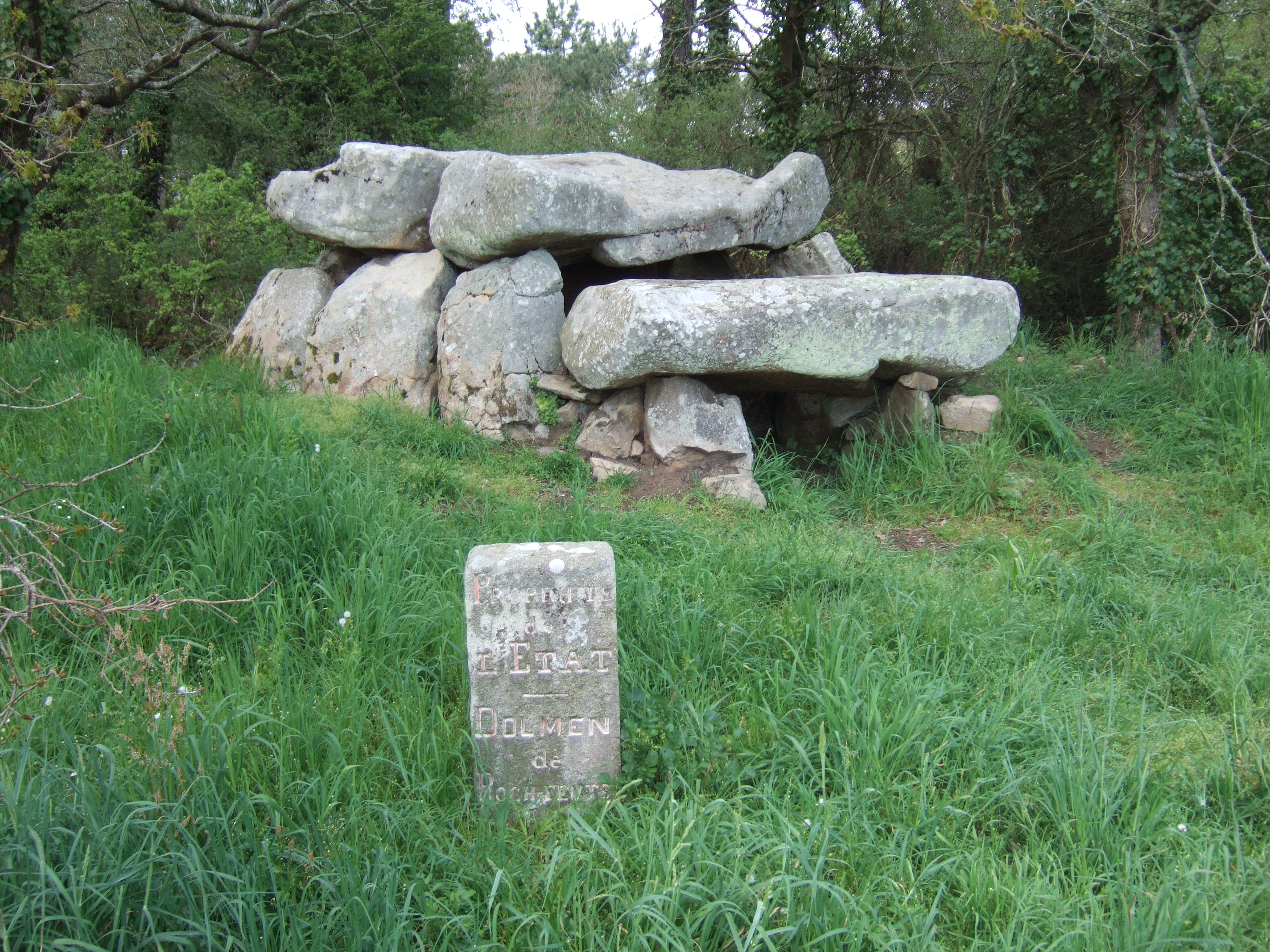
프랑스 브리타니
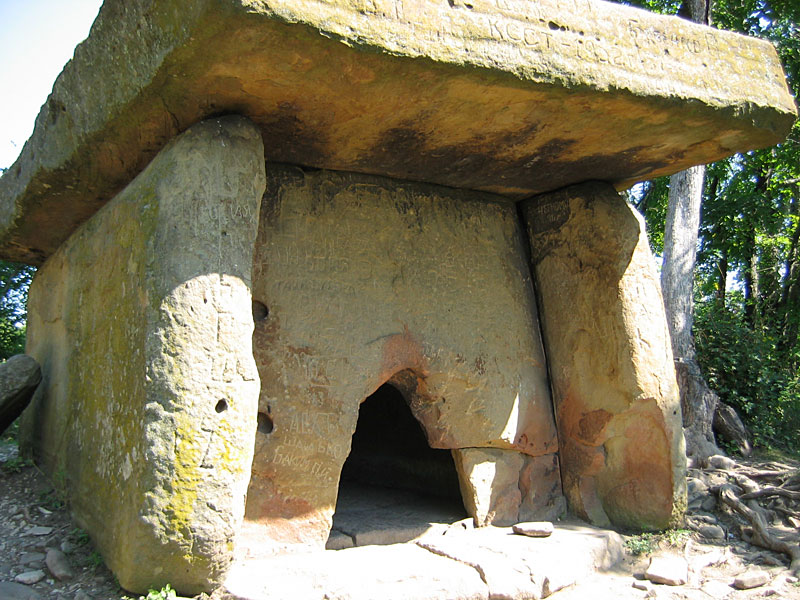
러시아 카프카즈
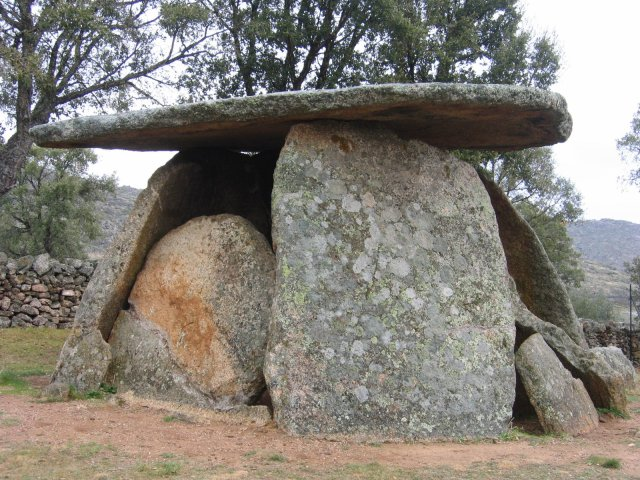
스페인 발렌시아
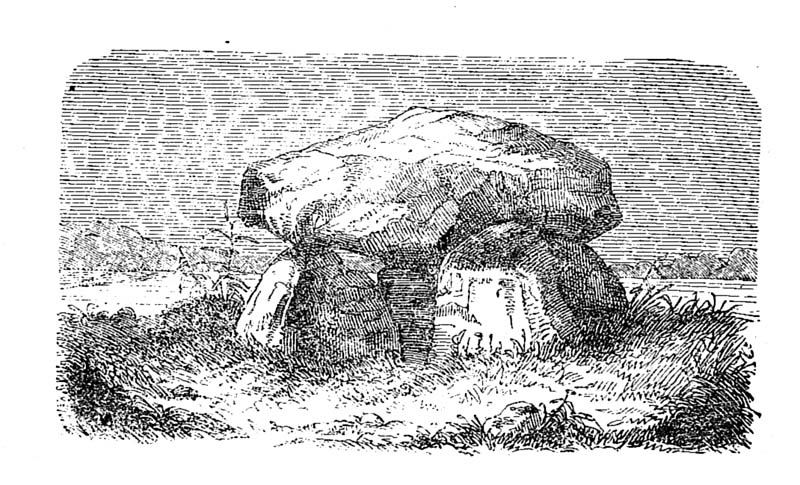
스웨덴
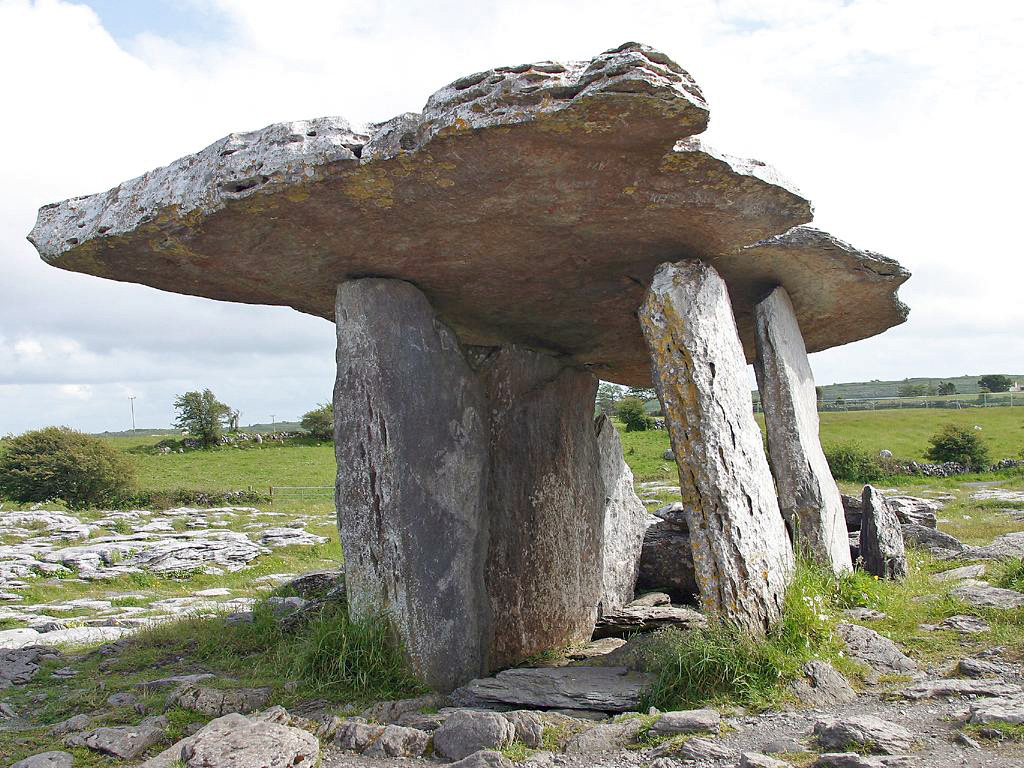
아일랜드의 풀나브론 고인돌

## 같이 보기
- 선돌

## 참고 문헌
- 이영문, 《고인돌 이야기》, 다지리, 2001
- 이형구, 〈발해연안지구 요동반도의 고인돌 무덤 연구〉, 1986
- 양홍진, 〈한국 고인돌의 천문학적 요소〉, 2007
- 《ICOSMOS》, 국제기념물유적협의회, 2000.9.
- 우장문,김영창 <세계유산강화고인돌 >,2008.12 고인돌사랑회

### 한국의 고인돌
- 동북아지석묘연구소
- 한국의 고인돌[깨진 링크(과거 내용 찾기)]
- 〈고인돌〉, 유네스코 세계유산 보관됨 2011-09-01 - 웨이백 머신
  - (영어) Gochang, Hwasun and Ganghwa Dolmen Sites, UNESCO
- 세계문화유산 고창고인돌, 고창군 문화관광
- 고인돌 사랑회 홈페이지 보관됨 2006-08-04 - 웨이백 머신
- 강화도 고인돌 목록 보관됨 2007-09-28 - 웨이백 머신
- 최무장, 청동기 시대 고인돌, 《기호일보》 2008.2.18. 2008.2.25.

### 기타 지역
- (네덜란드어) 네덜란드의 Hunebedden 사진 모음
- (영어) Robert Triest, 각국의 돌멘 사진 모음 보관됨 2018-08-07 - 웨이백 머신
- (영어) 아일란드의 Legananny 돌멘 보관됨 2008-05-17 - 웨이백 머신
- 원시예술 홈페이지